# بيرغ (تورغاو)
بيرغ (بالألمانية: Berg) هي واحدة من بلديات مقاطعة فاينفيلدن في كانتون تورغاو في سويسرا. تبلغ مساحتها 13.1 كيلومتر مربع، ويقدر عدد سكانها بـ 3301 نسمة (حسب تعداد ديسمبر 2015).